# Phylloporia pectinata
Phylloporia pectinata är en svampart som först beskrevs av Johann Friedrich Klotzsch, och fick sitt nu gällande namn av Leif Ryvarden 1991. Phylloporia pectinata ingår i släktet Phylloporia och familjen Hymenochaetaceae.   Inga underarter finns listade i Catalogue of Life.